# Fang and Claw
Pour plus de détails, voir Fiche technique et Distribution.
Fang and Claw est un film documentaire américain réalisé par Frank Buck et sorti en 1935. 

## Synopsis
L'aventurier Frank Buck montre les différentes méthodes qu'il utilise pour capturer des oiseaux, mammifères et reptiles à Johore en Malaisie.
Parmi les scènes du film, on voit Frank Buck tirant sur un tigre qui attaque un jeune rhinocéros, puis il capture celui-ci. Il capture ensuite un oiseau de paradis et un python géant, puis un groupe de singes.

## Fiche technique
- Titre : Fang and Claw
- Réalisation : Frank Buck

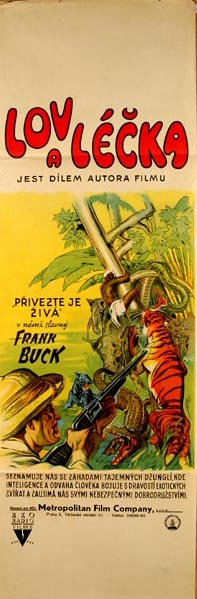
Affiche tchèque du film.

- Scénario : Frank Buck, Ferrin Fraser (non crédité)
- Producteur : Amedee J. Van Beuren
- Photographie : Harry E. Squire, Nicholas Cavaliere
- Montage : Horace Woodard, Stacy Woodard
- Musique : Winston Sharples
- Distributeur : RKO Pictures
- Durée : 68 ou 74 minutes
- Date de sortie : 
  - États-Unis : 20 décembre 1935[3]

## Production
Le tournage du film a pris neuf mois. Le python de plus de 8 m que l'opérateur Harry E. Squire a aidé à capturer lui a laissé importante une blessure au bras. Frank Buck reprend la même formule que ses films précédents, à savoir la mise en scène de conflits entre différentes espèces animales.

## Distribution
- Frank Buck